# Rozrazil ožankovitý
Rozrazil ožankovitý (Veronica teucrium) je polovysoká modře kvetoucí vytrvalá rostlina vyskytující se na slunných stanovištích s propustnou půdou.

## Výskyt
Tento druh je rozšířen hlavně ve střední, východní a jihovýchodní Evropě včetně Turecka. Na severu tvoří hranici výskytu Dánsko a Pobaltí, na jihovýchodě zasahuje v Rusku až do západní Sibiře. Izolované areály jsou také na Kavkaze, ve Střední Asii, v Mongolsku i Číně. Roste na slunných místech, zejména na prosluněných travnatých a křovinatých svazích, na mezích, suchých loukách, lesostepích i ve vzrostlých světlých lesích. Dává přednost na živiny bohatým půdám se zásaditým podkladem.
V České republice je rozšířen v teplých i středních oblastech Čech a Moravy, z hlediska ochrany je řazen k vzácnějším druhům vyžadujícím další pozornost (C4).

## Popis
Rozrazil ožankovitý je vytrvalá bylina vysoká 30 až 70 cm, výjimečně může dorůst i do výše 120 cm. Ze šikmého nebo vodorovného, často dřevnatějícího oddenku s mnoha příchytnými kořeny vyrůstá zpravidla jednoduchá nevětvená lodyha. Je oblá a bývá přímá nebo úplně vespod krátce vystoupavá, po celé délce je hustě pokrytá krátkými vzhůru směřujícími chlupy. Porostlá je vstřícnými, přisedlými, poloobjímavými listy které jsou tvaru vejčitého nebo podlouhle kopinatého, u báze jsou okrouhlé a na vrcholu tupé až špičatě tupé. Bývají dlouhé od 2 do 5 cm a široké od 1 do 2,5 cm. Čepele jsou téměř pravidelně pilovité, ploché nepodvinuté, oboustranně chlupaté, na líci jsou někdy olysalé. Stejný vzhled mají i listy z vrcholové (sterilní) části lodyhy.
Úžlabní květenství jsou hroznovitá, postranní, vstřícná. Při kvetení se jejich stopky prodlužují až na délku 10 cm, při zrání semen se již jejich délka nemění. Květy mají stopky dlouhé 5 až 8 mm porostlé krátkými obloukovitými chlupy. Odstávající listeny jsou čárkovitě kopinaté, obvykle olysalé nebo jen s několika chlupy po okrajích, dlouhé jsou téměř jako květní stopky. Pětičetný chlupatý nebo lysý kalich je obvykle asymetrický, u báze krátce srostlý, kališní lístky čárkovité až čárkovitě kopinaté jsou nestejně velké. Dva nejdelší přední měří od 3 do 5 mm, dva střední jsou velké od 2,5 do 3,5 mm a zadní je pouze 2 mm dlouhý. Kolovitá koruna mívající v průměru 12 až 18 mm je jasně až sytě modrá, kratičká trubka má ústí bílé. Korunní lístky jsou vejčité až široce vejčité, tupě špičaté a mívají tmavší žilkování, spodní je poněkud užší. Dvě tyčinky s nitkami nahoře nafialovělými a modrými prašníky jsou jen o málo kratší než koruna. Pestík má vytrvalou čnělku zakončenou polokulovitou bliznou. Kvete od května do července.
Plody jsou oblé dvoupouzdré tobolky 3,5 až 5,5 mm dlouhé a 3 až 5 mm široké. Na bázi jsou okrouhlé, z boku zploštělé a na vrcholu mají výrazný srdčitý zářez. Někdy jsou i roztroušeně chlupaté. Drobná semena pomáhají rozšiřovat mravenci. Rostliny rozrazilu ožankovitého vypěstované většinou ze semen v zahrádkářských podnicích se používají jako skalničky.